# Радчук, Павел Петрович
Павел Петрович Радчук (1909 — 1943) — советский военный лётчик. Участник Великой Отечественной войны. Герой Советского Союза (1943). Гвардии подполковник.

## Биография
Родился 3 августа 1909 года в селе Сычин Холмского уезда Люблинской губернии Российской империи (ныне в черте города на правах повята Хелм Люблинского воеводства Польской Республики) в крестьянской семье, украинец.
Детство пришлось на тяжёлое время Первой мировой войны, революционных потрясений и гражданской междоусобицы, которые сопровождались голодом, разрухой и эпидемиями. Война отняла у него отца, а в 1915 году вследствие стремительного продвижения немецких войск к Люблину он вместе с матерью и братом вынужден был бежать вглубь страны. Семья Радчук осела в Ростове, но через два года город стал ареной новых социальных потрясений. В 1920 году от сыпного тифа умерла мать, а вскоре он потерял и брата. Попал в детскую коммуну, где провёл три с половиной года. После окончания седьмого класса в 1924 году устроился подсобным рабочим на Гомельницу № 1 акционерного общества Хлебопродукт.
В 1926 году вступил в комсомол. По решению комсомольского собрания был направлен на учёбу в школу фабрично-заводского ученичества, по окончании которой в 1927 году вернулся работать на мельницу уже квалифицированным слесарем. Свободное от работы время посвящал общественной работе: он состоял членом агитколлектива, активно участвовал в самодеятельности, был руководителем духового кружка.
В 1929 году по рекомендации комсомольской ячейки поступил в военно-теоретическую школу лётчиков. В ноябре того же года вступил в ВКП(б). Окончив в 1930 году ВТШЛ, продолжил обучение в "3-й военной школе лётчиков и лётчиков- наблюдателей им. Ворошилова" в городе Чкалов (Оренбург) . После её окончания для дальнейшего прохождения службы, 25 декабре 1931 года,   его направляют   в «9-ю Военную школу лётчиков и  лётчиков-наблюдателей»   на должность лётчика-инструктора  в город Рогань Харьковской области Украины.   11 июля 1933 года,  Радчук был переведён «90-ю тяжёлую бомбардировочную авиационную эскадрилью», на должность командира корабля, а  19 марта 1936 года ему было присвоено звание старший  лейтенант. 15 февраля 1937 года Радчука переводят в 102-ю тяжёлую бомбардировочную авиационную  эскадрилью на должность инструктора–лётчика по технике пилотирования и  теории полёта. 13 апреля 1938 года Радчуку присваивают очередное воинское  звание капитан, а 25  августа 1938 года он был уволен в запас  РККА по статье 43 пункт «а» (за невозможностью использования в связи с сокращением штатов или реорганизацией).
17 февраля 1939 года Павел Радчук был определён в кадры РККА и откомандирован  в распоряжение Центрального Совета ОСОАВИАХИМ СССР в счёт «1000». 
С началом Великой Отечественной войны направлен в 579-й дальнебомбардировочный авиационный полк, формирование которого началось в Подмосковье. В боях с немецко-фашистскими захватчиками старший лейтенант П. П. Радчук с октября 1941 года в должности командира дальнего бомбардировщика ДБ-3Ф. Боевой крещение принял в Битве за Москву. Произвёл не менее трёх одиночных боевых вылетов в дневное время. Будучи одним из наиболее опытных лётчиков полка, часто вылетал на боевые задания в качестве ведущего в паре с молодым экипажем, а нередко водил в бой и звено дальних бомбардировщиков. Вскоре ему было присвоено звание капитана. К февралю 1942 года в составе своего полка, в начале декабря 1941 года переименованного в 751-й дальнебомбардировочный авиационный полк, совершил 35 боевых вылетов на бомбардировку ближних и дальних тылов противника, в том числе крупнейших на московском направлении аэроузлов противника в Смоленске и Вязьме. За отличие в Московской битве награждён орденом Красного Знамени.
В марте 1942 года в дальнебомбардировочной авиации произошли большие преобразования, в результате которых 751-й дальнебомбардировочный полк был преобразован 751-й авиационный полк дальнего действия. П. П. Радчук, досрочно получивший звание майора, был назначен на должность командира авиационной эскадрильи. Среди целей его экипажа в этот период появились промышленные объекты в Кёнигсберге, Данциге и Варшаве. Но всё же приоритетной целью оставалась военная инфраструктура противника в ближних и дальних армейских тылах. Однополчанин П. П. Радчука В. В. Решетников впоследствии вспоминал:

География наших ударов расширялась. Из ночи в ночь бомбим железнодорожные узлы — Псков, Брянск, Смоленск, ещё и ещё Брянск, Харьков… Налетаем целыми дивизиями. В небольших промежутках наносим удары по аэродромам бомбардировщиков — Луга, Орша… В хорошую ночь с большой высоты пожары, особенно станционные, видны за 100, 200, а то и 300 километров. Горят они охотно и долго. Но, чёрт возьми, воюем с немцами, а названия целей — городов и станций — сплошь русские!— Решетников В. В. Что было — то было.
К сентябрю 1942 года на счету экипажа дальнего бомбардировщика Ил-4 в составе командира корабля майора П. П. Радчука, штурмана корабля капитана П. П. Хрусталёва, стрелка-радиста старшего сержанта В. К. Шереметьева и воздушного стрелка сержанта Колосова произвёл с начала войны 120 успешных боевых вылетов и нанёс значительный урон врагу.
В августе 1942 17-ю авиационную дивизию дальнего действия перебазировалась под Сталинград. Во время Сталинградской битвы майор П. П. Радчук совершил 24 ночных боевых вылета. При этом летал, как правило, с повышенной бомбовой нагрузкой и порой делал до четырёх вылетов за ночь. За отличие в боях приказом Наркома обороны № 137 от 26 марта 1943 года 751-й бомбардировочный авиационный полк дальнего действия был преобразован в 8-й гвардейский, а в двадцатых числах апреля П. П. Радчук был произведён в гвардии подполковники. К этому времени он имел на своём боевом счету 207 успешных вылетов с общим налётом 715 часов, при этом не имея ни одного случая потери ориентировки или невыполнения боевого задания. При этом 9 боевых вылетов он совершил на бомбардировку объектов в глубоком вражеском тылу, в том числе в Берлине — 1 вылет, в Кёнигсберге — 4 вылета, в Данциге — 2 вылета, в Варшаве — два вылета. 25 апреля 1943 года командир полка гвардии полковник В. Г. Тихонов представил гвардии подполковника П. П. Радчука к званию Героя Советского Союза. Указ Президиума Верховного Совета СССР был подписан 27 июля 1943 года.
В середине мая 1943 года из состава 8-го гвардейского авиационного полка дальнего действия было выделено несколько экипажей, из которых началось формирование 19-го гвардейского авиационного полка дальнего действия. Командиром нового соединения был назначен гвардии подполковник А. И. Шапошников, а его заместителем стал гвардии подполковник П. П. Радчук. К середине сентября 1943 года общими усилиями они создали вполне боеспособный коллектив, который хорошо зарекомендовал себя во время Смоленско-Рославльской операции, за что был удостоен почётного наименования «Рославльский». В конце сентября — начале октября 1943 года лётчики полка активно участвовали в Битве за Днепр, нанося бомбовые удары по Восточному валу немцев. Как заместитель командира полка П. П. Радчук уделял много внимания подготовке молодых экипажей. «Вместе в Павлом Петровичем Радчуком, теперь уже заместителем командира полка, мы, все три комэска, Франц Рогульский, Саша Романов и я, возвратясь с боевого задания, пересаживались, пока ещё держалась ночь, в передние кабины и крутили над аэродромом полёт за полётом с наконец дождавшимися нас молодыми лётчиками», — вспоминал Василий Васильевич Решетников.
Утром 5 октября гвардии подполковник П. П. Радчук вернулся с боевого задания по бомбардировке немецких укреплений на правом берегу Днепра. После короткого отдыха он решил потренировать экипаж лейтенанта П. И. Чеботарёва, однако во время учебного полёта самолёт неожиданно стал терять высоту и врезался в землю между селом Иваньково и деревней Юрцово Иваньковского района Тульской области. Лётчики П. П. Радчук и П. И. Чеботарёв погибли на месте. На следующий день, не приходя в сознание, от полученных травм скончался стрелок-радист старший сержант Н. А. Спорыхин. Вспоминая обстоятельства гибели гвардии подполковника П. П. Радчука, В. В. Решетников в своих мемуарах отмечал:

Причин его гибели так никто и не раскрыл. Свидетелей не было. Обломки молчали. В них лежал Павел Петрович и экипаж молоденького лейтенанта Чеботарёва. Кто-то уверял, будто вскочили они в мощно-кучевое облако и оттуда вывалились в беспорядочном падении. Предположений было множество — техника, ошибки, усталость… Поговаривали о залётном «мессере». Это предположение начальству понравилось больше других. На том и сошлись.— Решетников В. В. Что было — то было.
Похоронен П. П. Радчук на Соборной (Красной) горе в городе Серпухове Московской области.
В ноябре 2012 года фрагменты разбившегося у села Иваньково Ил-4 были обнаружены тульскими поисковиками.

## Награды
- Медаль «Золотая Звезда» (27.07.1943);
- два ордена Ленина (31.12.1942; 27.07.1943);
- орден Красного Знамени (29.03.1942);
- медаль «За оборону Сталинграда».

## Оценки и мнения
Павел Петрович Радчук в то время являлся «асом» наших военно-воздушных сил. Он обладал очень высокой техникой пилотирования самолёта, летал в любых метеорологических условиях днём и ночью. По характеру очень спокойный и жизнерадостный. Летать с ним было одно удовольствие. После взлёта до цели и от цели до посадки пел наши любимые советские песни, особенно любил «Широка страна моя родная». Водку совершенно не употреблял. Хороший спортсмен, очень любил гимнастические упражнения на снарядах: турнике, брусьях, коне. Павел Петрович был хороший лыжник. Физической зарядкой занимался регулярно в любых условиях, куда бы ни бросала нас война. Был большой патриот нашей любимой Родины.— Из воспоминаний однополчанина Н. Д. Харченко.

## Память
- Именем Героя Советского Союза П. П. Радчука названа улица в Серпухове.
- Имя Героя Советского Союза П. П. Радчука увековечено на мемориале на Соборной площади в Серпухове.

## Документы
- Общедоступный электронный банк документов «Подвиг Народа в Великой Отечественной войне 1941—1945 гг.» Дата обращения: 21 сентября 2013. Архивировано из оригинала 11 мая 2017 года.

Представление к званию Героя Советского Союза.
Представление к ордену Ленина.
- Обобщённый банк данных «Мемориал». Архивировано из оригинала 10 мая 2012 года.

ЦАМО, ф. 58, оп. 18001, д. 947.
ЦАМО, ф. 33, оп. 11458, д. 203.
ЦАМО, ф. 33, оп. 11458, д. 72.
Информация из списка захоронения 50-838.
Учётная карточка захоронения 50-838.
Схема захоронения 50-838.